# Sida paradoxa
Sida paradoxa là một loài thực vật có hoa trong họ Cẩm quỳ. Loài này được Rodrigo miêu tả khoa học đầu tiên năm 1937.